# Dream Girl (canção)
Dream Girl é o primeiro single do terceiro álbum de estúdio da boy band sul-coreana SHINee, lançado em 2 de fevereiro de 2013, como a faixa-título da primeira parte de seu terceiro álbum de estúdio em coreano, Dream Girl – The Misconceptions of You. A canção foi escrita por Jun Gan-di, composta por HHyuk Shin, Jordan Kyle, Ross Lara, Dave Cook, DK, Anthony "TC" Crawford e produzida por Shin Hyuk e sua equipe Joombas Music Factory. "Dream Girl" é a música de gênero electro funk e é um trabalho de Shin Hyuk.
O vídeo musical foi filmado em janeiro de 2013, com uma coreografia feita por renomados coreógrafos americanos, como Tony Testa, que já trabalhou com Shinee em Sherlock.

## Antecedentes e lançamento
A canção "Dream Girl" foi lançada em 19 de fevereiro de 2013. Shinee anunciado em 5 de fevereiro de 2013 que iria voltar com um terceiro álbum completo. Eles revelaram que o álbum seria lançado em 19 de fevereiro 2013 no iTunes e em sites de música nacionais e a faixa-título seria chamada de "Dream Girl". Em 11 de fevereiro, Shinee revelou que o título da canção "Dream Girl" foi produzido por Hyuk Shin e sua equipe Joombas Music Factory e descreveu a canção como "uma canção acid, electro".

## Vídeo musical
Em 18 de fevereiro de 2013 SHINee revelou um teaser "Dream Girl". O vídeo da música foi lançado em 19 de fevereiro de 2013.

## Recepção da crítica
Jeff Benjamin colunista da Billboard's K-pop escreveu que a canção "é uma forma segura, tradicional e agradável de single".

## Desempenho nas paradas
| Tabela                         | Melhor Posição |
| ------------------------------ | -------------- |
| Gaon Weekly singles            | 1              |
| Gaon Streaming Singles chart   | 6              |
| Gaon Download Singles chart    | 1              |
| Gaon Mobile Ringtone chart     | 3              |
| K-Pop Billboard Weekly singles | 3              |